# Deltolidia discolor
Deltolidia discolor är en insektsart som beskrevs av Carl Stål 1862. Deltolidia discolor ingår i släktet Deltolidia och familjen dvärgstritar. Inga underarter finns listade i Catalogue of Life.